# Einsatz-Weiterverwendungsgesetz
Das Einsatz-Weiterverwendungsgesetz (EinsatzWVG) gibt ein Anrecht auf Weiterbeschäftigung von Soldaten und Zivilbeschäftigten der Bundeswehr, die während eines Auslandseinsatzes der Bundeswehr schwer verwundet wurden, sowie von nicht geringfügig einsatzgeschädigten Bundesbeamten, Bundesrichtern, Arbeitnehmern des Bundes und Helfern des Technischen Hilfswerks.
Es garantiert dem Betroffenen, dass er innerhalb einer „Schutzzeit“ von bis zu acht Jahren nur auf eigenen Wunsch versetzt oder aus der Bundeswehr entlassen werden darf.
Nach Beendigung der Schutzzeit kann er einen Anspruch auf Weiterverwendung als Berufssoldat oder Beamter geltend machen, wenn er zu diesem Zeitpunkt von einer verminderten Erwerbsfähigkeit von mindestens 30 Prozent betroffen ist und sich anschließend in einer sechsmonatigen Probezeit bewährt hat (§ 7 Abs. 1 des Gesetzes). Wenn zum vorgesehenen Zeitpunkt der Beendigung des Wehrdienstverhältnisses die Schutzzeit noch andauert, erfolgt die Überführung in ein Wehrdienstverhältnis besonderer Art und somit eine Verlängerung der Schutzzeit. Das trifft vor allem auf Reservisten zu.
Die Regelung ist auch für Gesundheitsbeschädigungen vorgesehen, die erst nach dem Ende der Dienstzeit erkannt werden. Das zielt hauptsächlich auf Geschädigte mit posttraumatischer Belastungsstörung (PTBS).
Mit Einführung eines Veteranentages durch Beschluss des Deutschen Bundestages vom 25. April 2024 wurde die Bundesregierung aufgefordert, im Rahmen der zur Verfügung stehenden Haushaltsmittel „eine grundsätzliche und einheitliche Verbesserung der Nachsorge von im Dienst, besonders im Auslandseinsatz erlittenen Schädigungen sicherzustellen.“ Dazu solle das Einsatzweiterverwendungsgesetz auf ehemalige Berufssoldatinnen und Berufssoldaten ausgeweitet und geprüft werden, inwieweit auch Soldatinnen und Soldaten, die von außerhalb des Einsatzgebietes an einer besonderen Auslandsverwendung teilnehmen sowie Soldatinnen und Soldaten, die im sogenannten „Reachback-Verfahren“  Bild- oder Tondokumente aus einem Einsatzgebiet einer besonderen Auslandsverwendung i. S. d. § 63c Abs. 1 des Soldatenversorgungsgesetzes (SVG) erheben und auswerten, in den Schutzbereich aufgenommen werden können, außerdem die Deutsche Härtefallstiftung „spürbar aufgewertet“ werden.